# Glyphotoma
Glyphotoma is een geslacht van vliesvleugeligen uit de familie Pteromalidae. De wetenschappelijke naam van dit geslacht is voor het eerst geldig gepubliceerd in 1912 door Cameron.

## Soorten
Het geslacht Glyphotoma is monotypisch en omvat slechts de volgende soort:
- Glyphotoma albitarsis Cameron, 1912